# 交通戦争
交通戦争（こうつうせんそう）とは、昭和30年代（1955年 - 1964年）以降、日本における交通事故死者数の水準が日清戦争での日本側の戦死者数（2年間で1万7282人）を上回る勢いで増加したことから、この状況は一種の「戦争状態」であるとして付けられた名称である。
日本における交通事故での死者数は、1970年（昭和45年）にピークに達するが、この後減少する。しかし、1980年（昭和55年）より再び増加に転じ、1988年（昭和63年）には1万人を超え、第二次交通戦争とも呼ばれる状況となった。

## 概要
日本の道路は奈良時代から整備されたが、馬車が普及したヨーロッパや中国と異なり、車両の通行については考慮されず、馬と徒歩に特化した道路であった。江戸時代になっても大八車の使用も大都市を除いて許されず、明治時代にようやく大八車の使用が解禁され、馬車や人力車の使用ができるようになった。大正時代に自動車が輸入され、昭和時代に入ると軍用輸送のために自動車が通りやすい道路への改修が行われ、まずトラックとバスが普及した。しかし太平洋戦争によって中断した。経済が飛躍的な成長を遂げる中、道路は歩行者の通行を考慮しない自動車通行優先の整備が行われ続け、モータリゼーションによる戦後の自動車台数の急激な増加は交通事故の増大を招いた。
1946年（昭和21年）の交通事故発生件数は全国で1万2504件、死者数は4409人であった。昭和30年代（1955年 - 1964年）はトラックなどの商用車が主流だったが、小型の乗用車も増えてくる。交通事故件数もうなぎ上りに年々増加し、特に道路交通における弱者である歩行者や自転車の死亡事故が増え、1959年（昭和34年）には死者数が1万人を突破した。このころから「交通戦争」という言葉が生まれ、流行語になるほど車による事故は多発し、大気汚染などの自動車公害も深刻化していった。当時、歩道や信号機の整備は十分ではなく、自動車への規制取り締まりも不十分であったことや、死者は歩行者がもっとも多く、特に子供や高齢者といった交通弱者、なかでも多数の幼児が犠牲となったことから、人々の自動車規制強化を望む声は高まっていった。
乗用車が増加していった背景には、1955年（昭和30年）にトヨタがクラウンを発表、後を追って、トヨタ・コロナ（1957年/昭和32年）、富士重工業・スバル360（1958年/昭和33年）、日産・ブルーバード（1959年/昭和34年）に代表される小型車・軽自動車などの乗用車の販売が増え、さらには1966年（昭和41年）に、日本における自動車急増の要因となった日産・サニーとトヨタ・カローラが発表されたことがある。自動車への規制取り締まり強化や、歩道・信号等の弱者保護インフラの整備が不十分な中、重大事故の増加はさらに深刻になり、交通事故死亡者数も増え続けていった。
高度成長期の商用車、乗用車の増加に自動車への規制取り締まり強化や歩行者・自転車インフラの整備等の根本的な交通施策が欠落した行政の責任もあり、交通事故による死者数は1970年まで増加の一途をたどる。

## 対策
「交通戦争」が問題視され始めた昭和30年代当時、関係者の間では交通安全の対策として、教育（英：Education)・法制（英：Enforcement）・技術（英：Engineenring）の三つの対策が少なくとも必要とされ、英語頭文字をとって「3E対策」とよばれた。第一の教育は歩行者と運転者の双方に必要で、特に歩行者は年齢層に関係なく幅広い層に必要とされた。第二の法制は交通取締の対策のことで、第三の技術は安全に関する技術のことである。
交通安全施設をとってみると、公安委員会（警察）が設置する交通信号機、道路管理者が設置する歩道、立体横断施設（横断歩道橋・地下横断歩道）、道路照明、防護柵（ガードレール）、あるいは道路標識や道路情報装置等多彩なものが展開された。特に歩道に関しては、都市部の街路にはもともと歩道の規定は設定されていたが、地方部ではその規定は設定されていなかったため、1970年（昭和45年）の道路構造令改正のときに初めて規定が設けられ、日本の道路史上画期的なことであると評価された。
東京都では1964年の東京オリンピックに向けた大規模な工事が始まり、法律で定められた速度以上で暴走する交通犯罪走行トラックの急増とともに、大勢の児童らが交通事故により犠牲となったことから、都は1959年（昭和34年）から緑のおばさん運動を開始、23区内の小学校近くの交差点で黄色い手旗を振ることで子どもたちの安全確保に努めた。しかし現在でも、速度超過や横断歩行者等妨害等違反の自動車が日常的に見受けられるほど安全運転意識の欠落が見られる状態であり、交通監視員がいない状態でも自動車に安全運転をさせる施策の整備が急務な状態にある。
また、警察は交通事故の危険から身を守るための知識や技能を習得することに重点を置いた交通安全教育を行うようになった。全国交通安全運動では「歩行者の安全な横断の確保」を運動の重点とした。1960年（昭和35年）頃には「止まって、見て、待って歩く」習慣を身につけるための指導が行われ、1965年（昭和40年）前後には「横断の際、手を上げて合図する運動」が推進されたが、自動車による速度超過違反や横断歩行者等妨害等違反の蔓延もあり、効果は限定的であった。
また、現行法でも横断歩道において歩行者、または自転車横断帯において自転車の通行を優先させるために自動車が停止しなければ、自動車側の違反である横断歩行者等妨害等違反が成立し、接触事故を起こせば免許停止、免許取消といった重い行政処分や、罰金や懲役、禁錮などの刑事処分を受けることもある。自動車で重大事故を起こせば実名が報道されることも珍しくない。
自動車による交通違反行為の蔓延と、自動車が子供を死亡させる凄惨な事故が相次ぐ中、自動車交通犯罪のさらなる厳罰化の声も高まっていった。自動車交通犯罪の罰則も強化され、1968年（昭和43年）には業務上過失致死傷罪の最高刑が禁錮3年から懲役5年に引き上げられた（昭和43年法律第61号）。
1970年（昭和45年）代に入ると、主に繁華街において「人と車との分離」を目的として、欧米で行われていた「カー・フリー・ゾーン」の取り組みを参考に歩行者天国を実施する自治体が増加した。
1970年（昭和45年）の死者数は1万6765人とピークに達したが、その後は1973年（昭和48年）に発生したオイルショックの影響で日本国内の自動車保有台数の伸びが頭打ちとなったことに加え、交通弱者である歩行者を交通事故から守るため、歩道やガードレール、横断歩道橋の整備を積極的に行ってきたことや、交通違反者に対する罰則強化、交通安全運動を推進したことが成果として現れ、1979年（昭和54年）には死者8048人とピーク時の半分にまで減少した。

## 第二次交通戦争
1971年（昭和46年）以降減少に転じた交通事故死亡者は、1980年（昭和55年）よりふたたび増加に転じ、1988年（昭和63年）に1万人を超え「第二次交通戦争」とも呼ばれる状況となった。
この背景について警察白書では、「自動車交通の成長に交通違反取締りを行う交通警察官の増員や、交通安全施設等の整備等を推進するための予算を国や地方公共団体が十分に措置できなくなったため」と解している。
また、交通事故死者では、以前は児童や高齢者を中心とした歩行中の死者がもっとも多かったが、1975年（昭和50年）以降、自動車乗車中の死者が最多となった。また、新人類世代や第2次ベビーブーム世代の運転免許取得時期とも重なる1980年（昭和55年）から2000年（平成12年）にかけては、若者の運転中の死者が急増した。
その後、シートベルト装着の徹底（2008年（平成20年）より後席着用義務化）、飲酒運転への罰則強化（および危険運転致死傷罪の新設）、チャイルドシートの義務化、エアバッグやアンチロック・ブレーキ・システムの普及、衝突安全ボディーの進歩により自動車乗車中の死者は激減した。2014年（平成24年）の交通事故死者数は4113人と14年連続で5000人を下回り、過去最悪だった昭和45年の死者数の四分の一以下になり、第二次交通戦争と言われる状況は終わりを告げた。しかし、自動車が関わる交通事故で多数の犠牲者が出ていることに変わりはなく、ゾーン30や移動式オービスなどによる自動車への規制取り締まりの強化、罰則の強化、横滑り防止装置の義務化、サイドカーテンエアバッグや自動ブレーキの搭載、歩道や自転車走行道、歩車分離式信号の整備などが進められており、今後もさらなる交通事故死者数の減少が期待されている。
2016年は3904名が交通事故で亡くなっている。年間3千人台の死者数は1949年以来であった。2017年は3694名が交通事故で亡くなった。統計史上の最少を更新したが、高齢者比率は昨年に次ぐ半数超であった。

## 補足
- 1970年（昭和45年）2月10日発売『老人と子供のポルカ』（左卜全とひまわりキティーズ）の3番まである歌詞のうち、2番の歌詞は交通戦争を題材にしている。
- 特撮テレビドラマ『ウルトラマン』第20話「恐怖のルート87」、テレビアニメ『ちびっこ怪獣ヤダモン』第8話「交通戦争」、テレビアニメ『絶対無敵ライジンオー』第6話「交通戦争を生き残れ!」、テレビドラマ『意地悪ばあさん』第6話「いじわる交通戦争の巻」、特撮テレビドラマ『ウルトラマン80』第44話「激ファイト! 80vsウルトラセブン」も交通戦争を題材としている。